# Otročice
Otročice je vesnice, část městyse Čechtice v okrese Benešov. Nachází se asi 2 km na sever od Čechtic. V roce 2009 zde bylo evidováno 54 adres.
Otročice je také název katastrálního území o rozloze 3,28 km².

## Historie
První písemná zmínka o vesnici pochází z roku 1366.